# Asterella australis
Asterella australis là một loài rêu trong họ Aytoniaceae. Loài này được Taylor Verd. mô tả khoa học đầu tiên năm 1932.